# Giro dell'Appennino

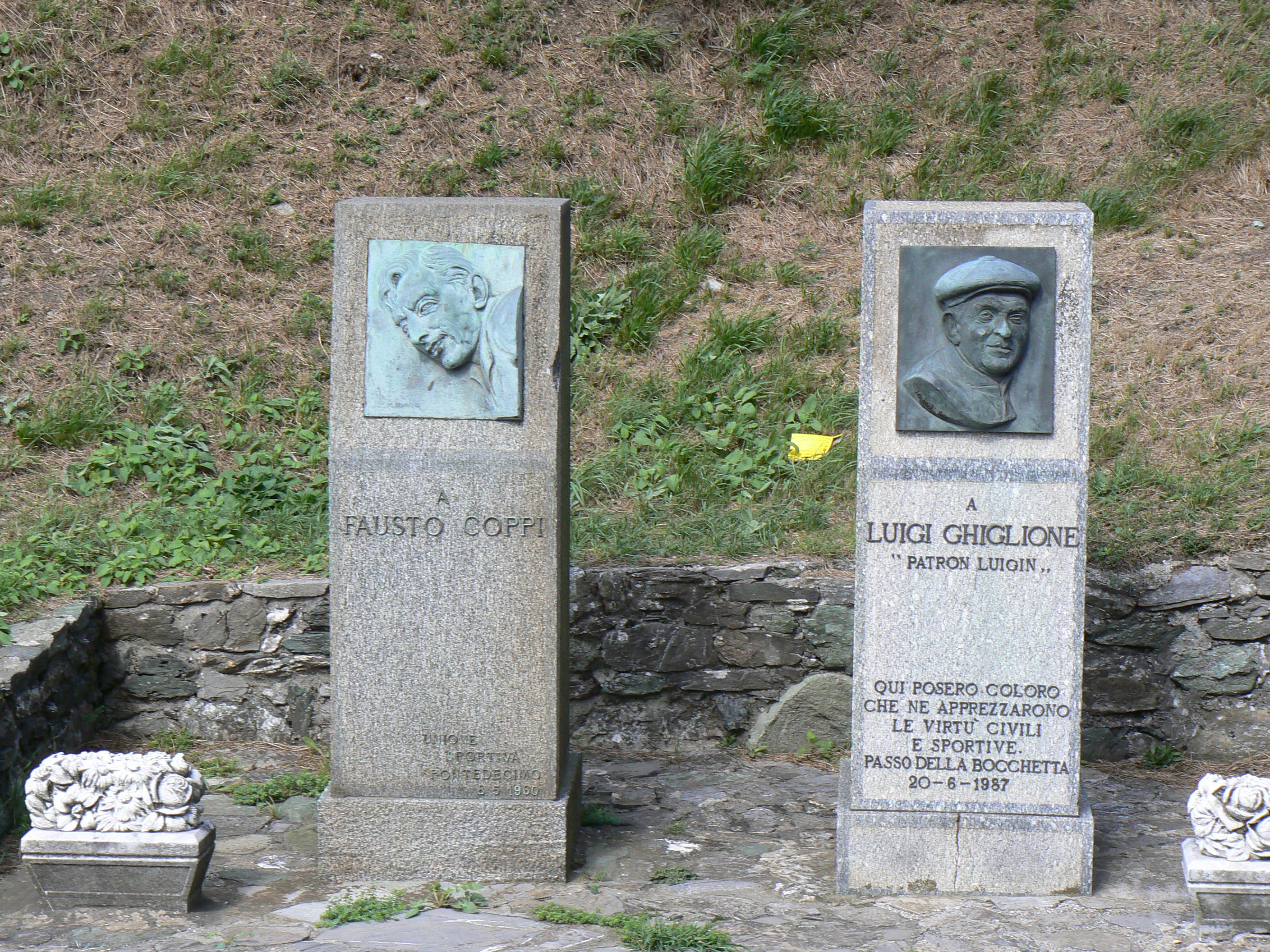
Steli commemorative a Fausto Coppi e Luigi Ghiglione, storico organizzatore del Giro dell'Appennino al Passo della Bocchetta

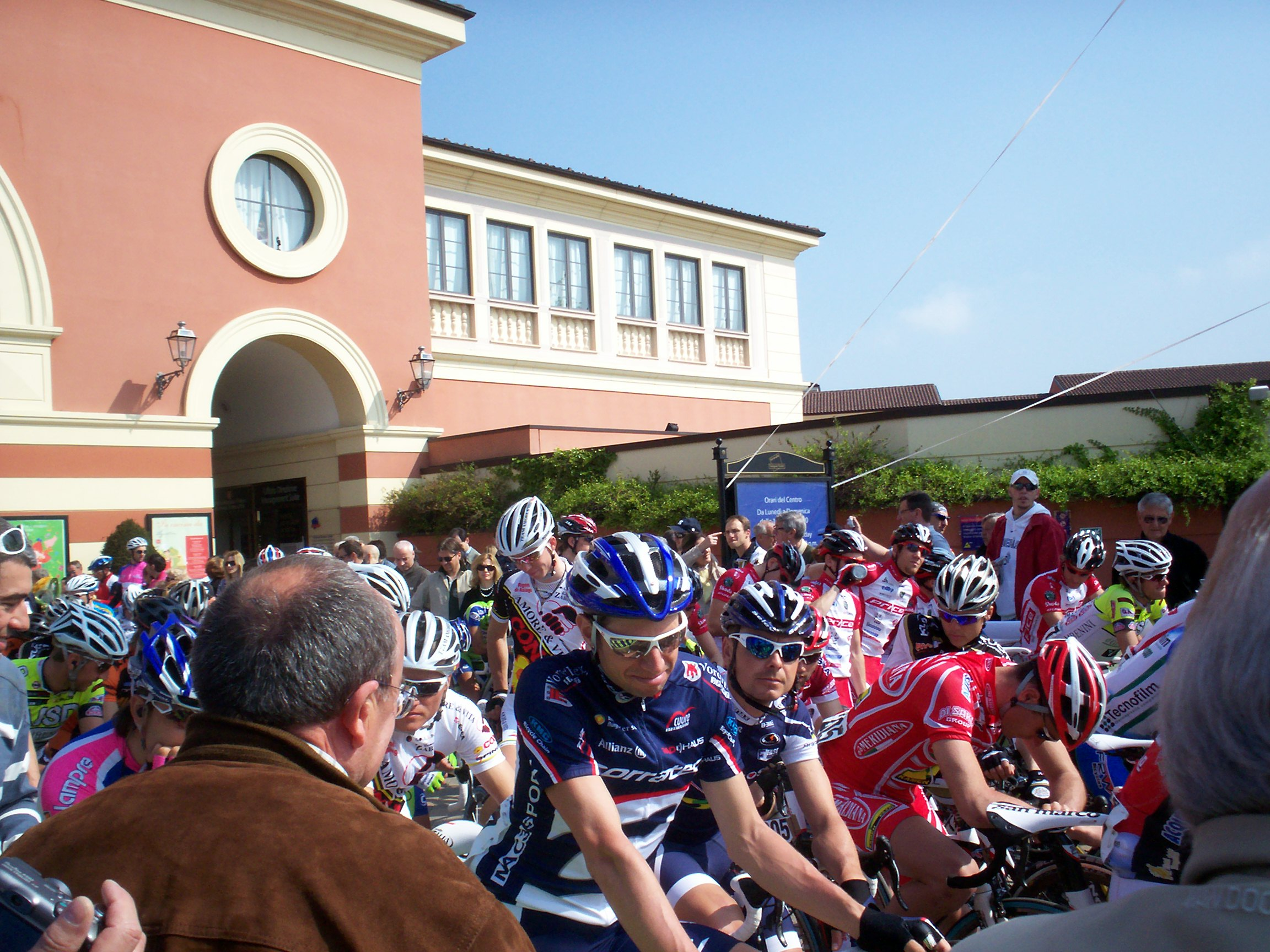
i corridori alla partenza presso l'outlet di Serravalle (edizione 2010)

Il Giro dell'Appennino è una corsa in linea maschile di ciclismo su strada, che si svolge annualmente in Liguria e Piemonte. In passato ha cambiato più volte collocazione nel calendario, essendo stato disputato, in diverse edizioni, a settembre, agosto, aprile, maggio, giugno. Dal 2005 fa parte del circuito UCI Europe Tour, come prova di classe 1.1.
È organizzata dall'Unione Sportiva Pontedecimo.

## Storia
La prima edizione si disputò nel 1934 e la corsa si è da allora svolta ogni anno senza interruzioni, con la sola esclusione del periodo della seconda guerra mondiale (1940-1945). Fino al 1939 era riservata agli individuali e ai dilettanti.
Nel secondo dopoguerra divenne una delle più importanti corse ciclistiche del panorama internazionale per professionisti, ed ebbe tra i vincitori ciclisti come Fausto Coppi, Emile Daems, Franco Balmamion, Michele Dancelli, Gianni Motta, Felice Gimondi, Gösta Pettersson, Giovanni Battaglin, Francesco Moser e Gianbattista Baronchelli, che detiene il record di vittorie (6, tutte consecutive). A partire dagli anni 1980 la corsa si è ridimensionata, a causa dei regolamenti UCI, sia come chilometraggio (gradualmente, da oltre 250 a meno di 200 km) sia come partecipazione. Comunque in questo periodo vincono ciclisti come i Campioni del Mondo Gianni Bugno (tre volte consecutive), Moreno Argentin, Claudio Chiappucci, Pavel Tonkov (due volte consecutive), Gilberto Simoni (due volte), Damiano Cunego (due volte), Vincenzo Nibali.

## Percorso
Il percorso storico partiva e arrivava a Pontedecimo, quartiere della periferia nord di Genova, nella piazza Giuseppe Arimondi, e presentava come difficoltà principale il passo della Bocchetta (772 m). Un'altra salita sempre presente nel percorso è quella del passo della Castagnola, così come il passo dei Giovi, almeno dal lato di Busalla. Altre salite inserite nel percorso, ma non in tutte le edizioni, sono il passo dei Giovi lato sud, il passo della Scoffera, il passo del Turchino (due volte), la Crocetta d'Orero, Crocefieschi (due volte), Castellania, Creto, Sant'Agata Fossili (una sola volta), Fraconalto.
Negli ultimi anni la partenza del Giro è stata spostata nel basso Piemonte, ad esempio nell'edizione del 2010 la competizione è partita simbolicamente dall'outlet di Serravalle mentre ufficialmente il via è stato dato nel centro di Novi Ligure. L'arrivo di Pontedecimo è invece stato da qualche anno spostato da Piazza Arimondi a via Fiorenzo Semini, sulla sponda destra del Polcevera. Le edizioni 1999, 2011, 2012, 2014 e dal 2018 si sono concluse nel centro di Genova, in via XX Settembre. L'edizione 2005, invece, anche per celebrare il cinquantesimo anniversario della vittoria (ultima in una gara in linea) di Fausto Coppi, si è conclusa a Novi Ligure, davanti al Museo dei campionissimi.
L'edizione 2016 è partita da Serravalle Scrivia con arrivo, per la prima volta, a Chiavari, con l'eliminazione dal percorso del passo della Castagnola e del passo dei Giovi e la scalata del Passo della Bocchetta dal versante piemontese.
Identiche le località di arrivo e partenza per l'edizione 2017, ma per la terza volta nella storia del giro è stato escluso dal percorso il passo della Bocchetta.La prima volta che fu esclusa la salita della Bocchetta fu nell'edizione del 1951, per decisione dell'UVI, dopo che fu deciso che la gara fosse valida per l'assegnazione del Campionato Italiano indipendenti. Analogamente avvenne nel 1952, quando la gara fu valida come terza prova per assegnare la maglia tricolore assoluta: anche in questa occasione l'UVI impose l'eliminazione della salita della Bocchetta.

### Scalata del Passo della Bocchetta
La prima edizione in cui fu cronometrata la scalata della Bocchetta fu quella del 1955, in cui Fausto Coppi impiegò il tempo di 25 minuti esatti (anche se vi è qualche dubbio sull'esattezza del cronometraggio): questo tempo rimase imbattuto per 15 anni, fino al 1970, quando Gianni Motta riuscì a migliorare il tempo in 24'22".
Il tempo record più duraturo appartiene a Gianbattista Baronchelli che nell'edizione del 1977 lo percorse in 22'46", tempo rimasto imbattuto per ben diciassette anni fino all'arrivo del russo Evgenij Berzin.
Il record attuale di scalata del Passo della Bocchetta appartiene a Gilberto Simoni, con 21'54", stabiliti durante l'edizione del 2003. Il record precedente apparteneva a Marco Pantani con 21'56" detenuto per ben otto anni.

## Albo d'oro
Aggiornato all'edizione 2025.
| Anno    | Vincitore                                           | Secondo                                             | Terzo                                               |
| ------- | --------------------------------------------------- | --------------------------------------------------- | --------------------------------------------------- |
| 1934    | Augusto Como                                        | Giulio Campastro                                    | Luigi Cafferata                                     |
| 1935    | Augusto Como                                        | Mario De Benedetti                                  | Carlo Sbersi                                        |
| 1936    | Settimio Simonini                                   | Augusto Como & Luigi Ferrando                       | Augusto Como & Luigi Ferrando                       |
| 1937    | Cino Cinelli                                        | Guerrino Tomasoni                                   | Augusto Como                                        |
| 1938    | Luigi Ferrando                                      | Achille Bucco                                       | Antonio Racca                                       |
| 1939    | Lorenzo Mazzarello                                  | Giovanni De Stefanis                                | Fausto Coppi                                        |
| 1940-45 | non disputato a causa della Seconda guerra mondiale | non disputato a causa della Seconda guerra mondiale | non disputato a causa della Seconda guerra mondiale |
| 1946    | Enrico Mollo                                        | Vittorio Rossello                                   | Egidio Feruglio                                     |
| 1947    | Alfredo Martini                                     | Egidio Feruglio                                     | Michele Motta                                       |
| 1948    | Settimio Simonini                                   | Severino Canavesi                                   | Vincenzo Rossello                                   |
| 1949    | Dino Rossi                                          | Renzo Soldani                                       | Pietro Giudici                                      |
| 1950    | Renzo Soldani                                       | Giancarlo Astrua                                    | Bortolo Bof                                         |
| 1951    | Rinaldo Moresco                                     | Giovanni Pettinati                                  | Franco Franchi                                      |
| 1952    | Giorgio Albani                                      | Giuseppe Minardi                                    | Rinaldo Moresco                                     |
| 1953    | Angelo Conterno                                     | Giovanni Pettinati                                  | Gianni Ghidini                                      |
| 1954    | Giorgio Albani                                      | Angelo Conterno                                     | Luigi Gabrioli                                      |
| 1955    | Fausto Coppi                                        | Bruno Monti                                         | Aldo Moser                                          |
| 1956    | Cleto Maule                                         | Bruno Monti                                         | Giuseppe Buratti                                    |
| 1957    | Aurelio Cestari                                     | Giancarlo Astrua                                    | Bruno Costalunga                                    |
| 1958    | Cleto Maule                                         | Idrio Bui                                           | Noè Conti                                           |
| 1959    | Silvano Ciampi                                      | Walter Almaviva                                     | Nello Velucchi                                      |
| 1960    | Emile Daems                                         | Ercole Baldini                                      | Nino Defilippis                                     |
| 1961    | Adriano Zamboni                                     | Roberto Falaschi                                    | Federico Bahamontes                                 |
| 1962    | Franco Balmamion                                    | Gastone Nencini                                     | Idrio Bui                                           |
| 1963    | Italo Zilioli                                       | Diego Ronchini                                      | Adriano Durante                                     |
| 1964    | Franco Cribiori                                     | Gianni Motta                                        | Franco Balmamion                                    |
| 1965    | Michele Dancelli                                    | Guido De Rosso                                      | Vito Taccone                                        |
| 1966    | Michele Dancelli                                    | Italo Zilioli                                       | Adriano Passuello                                   |
| 1967    | Michele Dancelli                                    | Franco Bitossi                                      | Guido De Rosso                                      |
| 1968    | Gianni Motta                                        | Roberto Ballini                                     | Alberto Della Torre                                 |
| 1969    | Felice Gimondi                                      | Gianni Motta                                        | Tommaso De Prà                                      |
| 1970    | Gianni Motta                                        | Pierfranco Vianelli                                 | Italo Zilioli                                       |
| 1971    | Gösta Pettersson                                    | Fabrizio Fabbri                                     | Mauro Simonetti                                     |
| 1972    | Felice Gimondi                                      | Franco Bitossi                                      | Michele Dancelli                                    |
| 1973    | Italo Zilioli                                       | Gianni Motta                                        | Michele Dancelli                                    |
| 1974    | Giovanni Battaglin                                  | Enrico Paolini                                      | Giacinto Santambrogio                               |
| 1975    | Fabrizio Fabbri                                     | Walter Riccomi                                      | Mauro Simonetti                                     |
| 1976    | Francesco Moser                                     | Giovanni Battaglin                                  | Ronald De Witte                                     |
| 1977    | Gianbattista Baronchelli                            | Mario Beccia                                        | Wladimiro Panizza                                   |
| 1978    | Gianbattista Baronchelli                            | Alfio Vandi                                         | Giuseppe Saronni                                    |
| 1979    | Gianbattista Baronchelli                            | Mario Beccia                                        | Bernt Johansson                                     |
| 1980    | Gianbattista Baronchelli                            | Mario Beccia                                        | Alfio Vandi                                         |
| 1981    | Gianbattista Baronchelli                            | Alfio Vandi                                         | Wladimiro Panizza                                   |
| 1982    | Gianbattista Baronchelli                            | Franco Chioccioli                                   | Mario Beccia                                        |
| 1983    | Marino Lejarreta                                    | Emanuele Bombini                                    | Wladimiro Panizza                                   |
| 1984    | Mario Beccia                                        | Fabrizio Verza                                      | Wladimiro Panizza                                   |
| 1985    | Francesco Moser                                     | Alberto Volpi                                       | Marino Lejarreta                                    |
| 1986    | Gianni Bugno                                        | Francesco Moser                                     | Jens Veggerby                                       |
| 1987    | Gianni Bugno                                        | Alberto Volpi                                       | Pierino Gavazzi                                     |
| 1988    | Gianni Bugno                                        | Stefano Colagè                                      | Alberto Volpi                                       |
| 1989    | Moreno Argentin                                     | Gianni Bugno                                        | Giorgio Furlan                                      |
| 1990    | Flavio Giupponi                                     | Marco Lietti                                        | Antonio Fanelli                                     |
| 1991    | Dirk De Wolf                                        | Gianni Bugno                                        | Claudio Chiappucci                                  |
| 1992    | Claudio Chiappucci                                  | Leonardo Sierra                                     | Stefano Casagrande                                  |
| 1993    | Giuseppe Calcaterra                                 | Valerio Tebaldi                                     | Diego Trepin                                        |
| 1994    | Evgenij Berzin                                      | Claudio Chiappucci                                  | Stefano Della Santa                                 |
| 1995    | Francesco Casagrande                                | Davide Rebellin                                     | Wladimir Belli                                      |
| 1996    | Wladimir Belli                                      | Pavel Tonkov                                        | Gianni Faresin                                      |
| 1997    | Pavel Tonkov                                        | Daniele Nardello                                    | Massimo Podenzana                                   |
| 1998    | Pavel Tonkov                                        | Paolo Lanfranchi                                    | Davide Rebellin                                     |
| 1999    | Simone Borgheresi                                   | Pavel Tonkov                                        | Daniele De Paoli                                    |
| 2000    | Mauro Zanetti                                       | Eddy Mazzoleni                                      | Paolo Lanfranchi                                    |
| 2001    | Aleksandr Šefer                                     | Raimondas Rumšas                                    | Serhij Hončar                                       |
| 2002    | Giuliano Figueras                                   | Aleksandr Šefer                                     | Faat Zakirov                                        |
| 2003    | Gilberto Simoni                                     | Marius Sabaliauskas                                 | Pavel Tonkov                                        |
| 2004    | Damiano Cunego                                      | Giuliano Figueras                                   | Rinaldo Nocentini                                   |
| 2005    | Gilberto Simoni                                     | Luca Mazzanti                                       | Przemysław Niemiec                                  |
| 2006    | Rinaldo Nocentini                                   | Luca Mazzanti                                       | Eddy Ratti                                          |
| 2007    | Alessandro Bertolini                                | Kanstancin Siŭcoŭ                                   | Ruslan Pidhornyj                                    |
| 2008    | Alessandro Bertolini                                | Eddy Ratti                                          | Chris Froome                                        |
| 2009    | Vincenzo Nibali                                     | Leonardo Bertagnolli                                | Marco Marzano                                       |
| 2010    | Robert Kišerlovski                                  | Domenico Pozzovivo                                  | Alessandro Bertolini                                |
| 2011    | Damiano Cunego                                      | Emanuele Sella                                      | Luis Laverde                                        |
| 2012    | Fabio Felline                                       | Gianluca Brambilla                                  | Francesco Reda                                      |
| 2013    | Davide Mucelli                                      | Luca Mazzanti                                       | Ivan Rovnyj                                         |
| 2014    | Sonny Colbrelli                                     | Grega Bole                                          | Miguel Ángel Rubiano                                |
| 2015    | Omar Fraile                                         | Stefano Pirazzi                                     | Damiano Cunego                                      |
| 2016    | Sergej Firsanov                                     | Francesco Gavazzi                                   | Mauro Finetto                                       |
| 2017    | Danilo Celano                                       | Egan Bernal                                         | Manuel Senni                                        |
| 2018    | Giulio Ciccone                                      | Amaro Antunes                                       | Fausto Masnada                                      |
| 2019    | Mattia Cattaneo                                     | Fausto Masnada                                      | Simone Ravanelli                                    |
| 2020    | Ethan Hayter                                        | Alessandro Covi                                     | Robert Stannard                                     |
| 2021    | Ben Hermans                                         | Valerio Conti                                       | Enrico Battaglin                                    |
| 2022    | Louis Meintjes                                      | Natnael Tesfatsion                                  | Georg Zimmermann                                    |
| 2023    | Marc Hirschi                                        | Cristián Rodríguez                                  | Henok Mulubrhan                                     |
| 2024    | Jan Christen                                        | Simone Velasco                                      | Diego Ulissi                                        |
| 2025    | Diego Ulissi                                        | Andrij Ponomar                                      | Simone Velasco                                      |